# Ilmari Federn
Ilmari Federn fue un occidentalista, autor del "Occidental-English Vocabulary" (1937) y del  "Occidental-Dansk Ordbog" (1937). Hijo del autor austríaco Karl Federn (1868 - 1943), Ilmari tradujo muchas de sus obras al Occidental, incluyendo Li pont y Li verd parapluvie. Llamado la "mano derecha de de Wahl", hizo la revisión final del "Dictionarium English-Occidental" de los señores Pope e Kemp.

## Obras
- Occidental -Grundlage für einen Internationalen terminologischen code (1936)
- Occidental-English vocabulary (1937)
- Occidental-Dansk Ordbog (1937)
- Slovník occidentalsko-český (1937)
- Spíritu de Occidental : li ovre de Edgar de Wahl (1938)
- Vocabolario Italiano-Interlingue (1949)
- Occidental. l'interlingue, langue de compréhension immédiate (1950)